# Pseudogarypus minor
Pseudogarypus minor es una especie extinta de arácnido del orden Pseudoscorpionida de la familia Pseudogarypidae.

## Distribución geográfica
Se encontraba en el Ámbar báltico.